# Затеречная улица (Владикавказ)

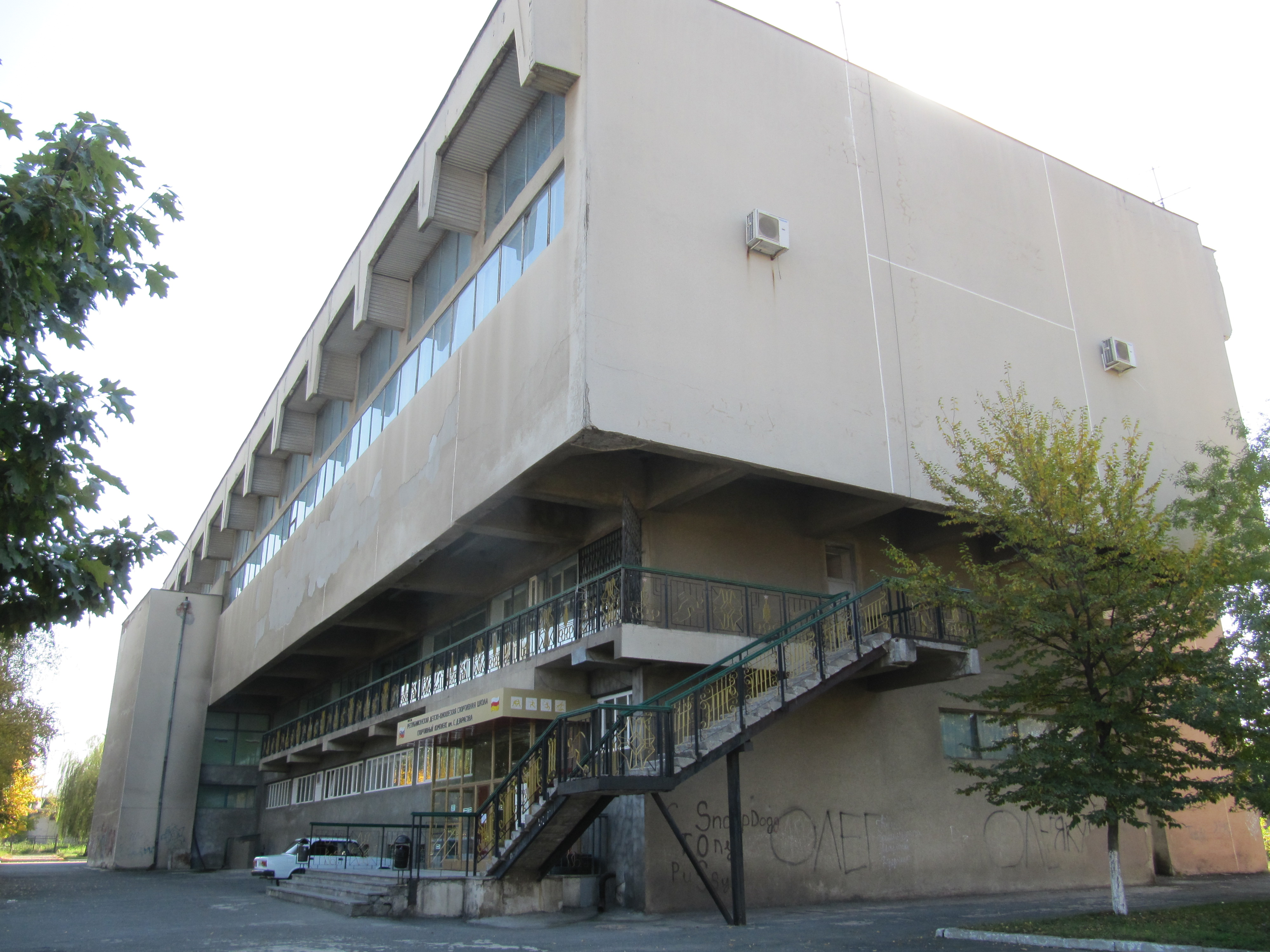
Спортивный комплекс имени С. Дзарасова

Затеречная улица — улица во Владикавказа, Северная Осетия, Россия. Находится в Затеречном муниципальном округе между улицами Кирова и Тогоева. Начинается от улицы Кирова.
От Затеречной улицы начинается Теречный переулок.

## История
Улица образовалась в конце XIX века. Впервые отмечена на плане Областного города Владикавказа Терской области от 1911 года как улица Сухое русло. Упоминается под этим же названием в Перечне улиц, площадей и переулков от 1911 и 1925 годов.
Современная улица образовалась путём разделения улицы Сухое русло на несколько различных улиц. 18 мая 1954 года городской совет придал двухстороннему участку улицы Сухое русло от улицы Кирова до улицы Тогоева наименование Затеречная улица.

## Значимые здания
- Республиканская детско-юношеская спортивная школа/ Спортивный комплекс имени С. Дзарахова.